# Тарасовка (Баштанский район)
Тарасовка (укр. Тарасівка) — село в Баштанском районе Николаевской области Украины.
Основано в 1924 году. Население по переписи 2001 года составляло 165 человек. Почтовый индекс — 56136. Телефонный код — 5158. Занимает площадь 0,63 км².

## Местный совет
56134, Николаевская обл., Баштанский р-н, с. Новосергеевка, ул. Центральная, 28